# Alberto Berasategui
Alberto Berasategui (født 28. juni 1973 i Bilbao, Vizcaya) er en pensioneret spansk tennisspiller, der blev professionel i 1991, og stoppede karrieren i 2001. Han vandt igennem sin karriere vundet 11 single- og 1 doubletitel, og hans højeste placering på ATP's verdensrangliste var en 7. plads, som han opnåede i november 1994.

## Grand Slam
Berasateguis bedste Grand Slam-resultat i singlerækkerne kom ved French Open i 1994. Her nåede han helt frem til finalen, som han dog tabte til landsmanden Sergi Bruguera, der vandt i 4 sæt.